# 충남해양과학고등학교
충남해양과학고등학교(忠南海洋科學高等學校)는 대한민국 충청남도 보령시 신흑동에 있는 공립 고등학교이다.

## 학교 연혁
- 1948년 7월 6일 : 대천수산초급중학교 인가 (수산과 6학급)
- 1951년 8월 31일 : 대천수산고등학교로 승격 인가(어로과, 증식과)
- 1974년 1월 5일 : 대천서중학교 병설 인가
- 2001년 3월 1일 : 충남해양과학고등학교로 교명 변경 인가 (수산양식과 폐과, 냉동공조과 신설)
- 2011년 3월 1일 : 산학협력형 특성화고등학교 지정
- 2024년 1월 5일 : 제71회 졸업(4개 학과 71명 졸업, 총 7,197명 배출)
- 2024년 3월 4일 : 제74회 입학식(4개 학과 80명 입학)
- 2024년 9월 1일 : 제27대 편수범 교장 부임

## 설치 학과
- 해양생산과
- 동력기계과
- 자영수산과
- 냉동공조과

## 참고 자료
- 충남해양과학고등학교 - 한국교육학술정보원 학교알리미